# 仙居乡 (光山县)
仙居乡，是中华人民共和国河南省信阳市光山县下辖的一个乡镇级行政单位。

## 行政区划
仙居乡下辖以下地区：
仙居街社区、北新村、陈楼村、独山村、何店村、仙居村、肖店村、徐楼村、袁湾村、张湾村、滕岗村、长兴镇村、草庙村、高湾村、七里村、苏岗村、徐湾村和余庙村。